# マクシミリアン・セバスティアン・フォワ
マクシミリアン・セバスティアン・フォワ（Maximilien Sébastien Foy, 1775年2月3日 - 1825年11月28日）は、フランスの軍人、政治家、著作家である。のちのソンム県出身。

## 生涯
フォワは1775年、フランス北部ピカルディ州（現在のソンム県）アムに生まれた。フランス軍人としてフランス革命からナポレオン戦争にかけて各地を転戦し、ヴァルミーの戦い（1792年）、ウルム戦役（1805年）、半島戦争（1808年 - 1814年）などに参加した。1815年のワーテルローの戦いを最後に軍務から退いている。

### 政治活動と晩年
ナポレオンの没落後、フォワは政治活動に転身し、1819年には国会議員に当選した。彼はその雄弁さで知られ、反体制派の有力なリーダーとなった。1825年11月28日に50歳で死去した。死の直前に、半島戦争に関する著作を残している。